# Coricladus
Coricladus — вимерлий рід хвойних, який спочатку був визначений Андре Джаспером, Фрезією Рікарді-Бранко та Марго Герра-Соммер у 2005 році. Вид Coricladus alreadyriensis є типовим видом. Вид названий на честь місця, де він був знайдений, відслонення Quitéria в місті Pantano Grande в геопарку Paleorrota в Бразилії. Відслонення знаходиться у формації Ріо-Боніто і датується сакмарським періодом у пермі.

## Визначення
Як і будь-яка хвойна рослина, корицидин був судинною рослиною, яка розмножується насінням. Класифікація його порядку та родини все ще дуже невизначена.